# Danny D’Souza
Danny D’Souza (ur. 14 listopada 1987 w Mombasie) – lekkoatleta startujący w reprezentacji Seszeli, z pochodzenia Kenijczyk, sprinter, którego specjalizacją był bieg na 100 metrów. Jego rekord życiowy na tym dystansie wynosi 10,72 s.
W 2008 roku wystartował w swojej koronnej konkurencji na igrzyskach olimpijskich w Pekinie, zajmując w swoim biegu eliminacyjnym siódmą pozycję i 63. miejsce w klasyfikacji ogólnej. Rok później, na mistrzostwach świata w Berlinie, również odpadł w pierwszej rundzie, zajmując tym razem szóste miejsce w swoim biegu.

## Rekordy życiowe
| Dystans       | Wynik (s) | Miejsce | Data             |
| ------------- | --------- | ------- | ---------------- |
| bieg na 60 m  | 6,97      | Doha    | 12 marca 2010    |
| bieg na 100 m | 10,72     | Réduit  | 18 kwietnia 2009 |